# Fish only
Pour les articles homonymes, voir Fish, only et FO.
 (janvier 2009).
Si vous disposez d'ouvrages ou d'articles de référence ou si vous connaissez des sites web de qualité traitant du thème abordé ici, merci de compléter l'article en donnant les références utiles à sa vérifiabilité et en les liant à la section « Notes et références ».
Le bac fish only (FO) (de l'anglais fish, poisson et only, uniquement, c'est-à-dire un aquarium comportant « uniquement des poissons » ) est un bac d'eau de mer, destiné à accueillir des poissons aux conditions de vie semblables. Il est à mettre en opposition avec le bac récifal, qui accueille principalement des coraux et des poissons en moindre concentration qu'un fish only.

## Techniques
Les différentes techniques en fish only :
- Filtres humides + écumeur,
- Filtres humides + écumeur + DAS (biodénitratation autotrophe sur soufre),
- Filtres à algues (Méthode Adey).

Les bacs fish only se caractérisent par des filtres rapides aérobies, chargés de transformer rapidement les déchets en composés de moins en moins toxiques (ammonium → nitrites → nitrates). Les nitrates qui s'accumulent dans le système sont extraits essentiellement par changements d'eau ou dénitrateur par exemple sur soufre (DAS) auquel cas les nitrates sont transformés en diazote (qui s'échappe de l'aquarium) et sulfates par des bactéries spécialisées et anaérobies (Thiobacillus denitrificans), lesquels sulfates sont beaucoup moins toxiques que les nitrates du fait de leur plus forte concentration dans l'eau de mer naturelle.
Le taux de nitrates d'un bac fish only peut atteindre 200 mg/l voire plus ce qui est acceptable pour les poissons sans pour autant être à conseiller, mais rédhibitoire pour les coraux, ce qui empêche toute maintenance de coraux dans un bac fish only.
Par extension, un bac fish only est souvent destiné à accueillir de gros poissons pollueurs, qui ne peuvent être accueillis dans d'autres types de bac en raison de leur régime alimentaire - certains sont prédateurs - et de la dégradation de la qualité de l'eau que les déchets qu'ils produisent entraînent.